# Dymasius ysmaeli
Dymasius ysmaeli là một loài bọ cánh cứng trong họ Cerambycidae.